# Manhaul Glacier
Manhaul Glacier är en glaciär i Antarktis. Den ligger i Östantarktis. Nya Zeeland gör anspråk på området. Manhaul Glacier ligger 146 meter över havet.
Terrängen runt Manhaul Glacier är bergig åt nordväst, men åt sydost är den kuperad. Havet är nära Manhaul Glacier österut. Trakten är obefolkad. Det finns inga samhällen i närheten. 